# Shure SM57

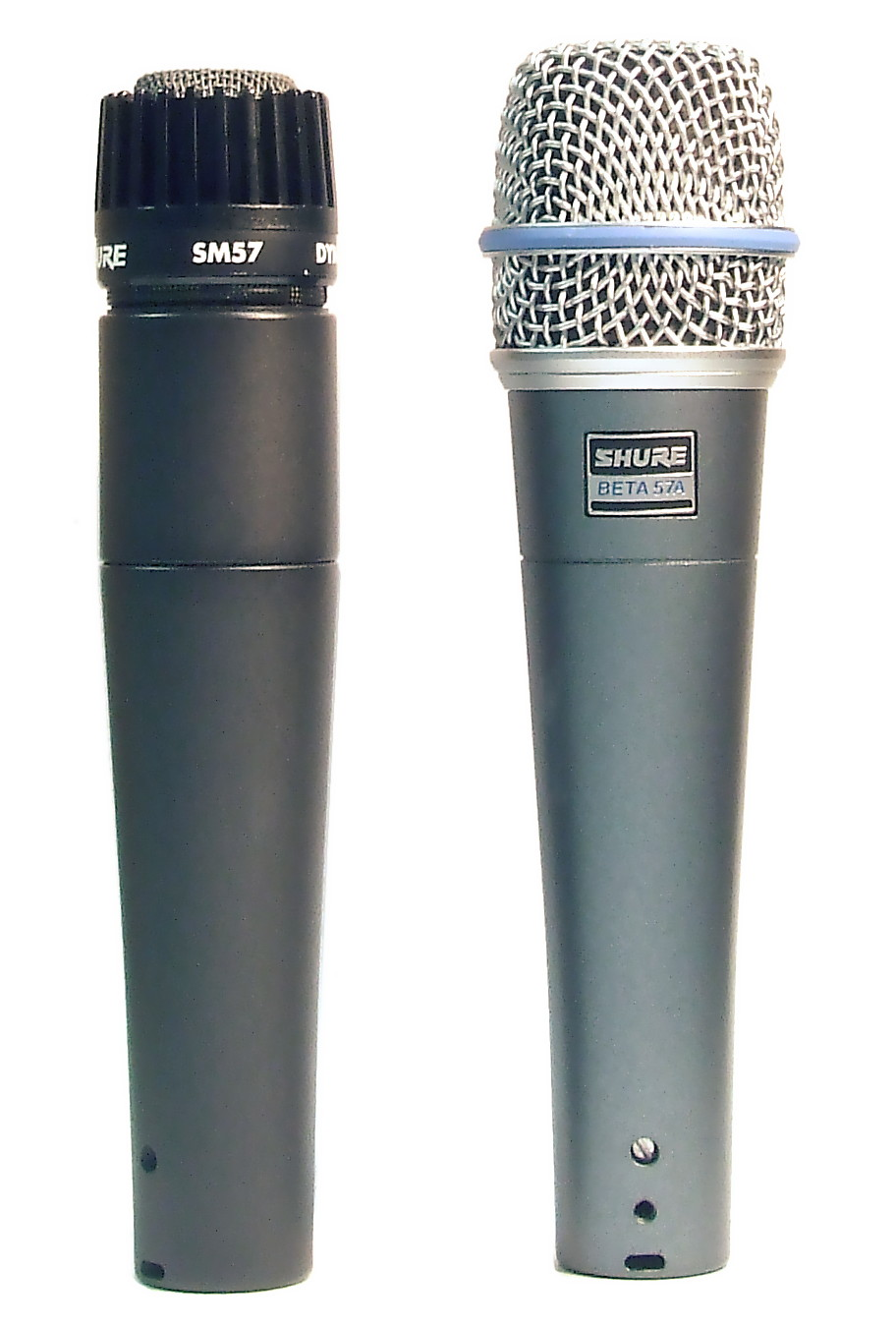
Shure SM57 (links) en Shure Beta57

De SM57 van Shure is een dynamische instrumentenmicrofoon, die als standaard beschouwd kan worden in de wereld van de livemuziek. In 1965 is men begonnen met de productie van deze microfoon. Een jaar later kwam men met de SM58.

## Geschiedenis
In 1959 introduceerde Shure de Unedyne III, een dynamische microfoon voor verschillende toepassingen. Begin jaren 1960 begonnen onderzoekers van Shure met het ontwerpen van een robuustere uitvoering van die microfoon die de SM57 zou worden.
In 1965 is men begonnen met de productie van deze microfoon, dit was ook meteen de start van een voor Shure succesvolle serie die tot op de dag van vandaag nog steeds in productie is.
In 1986 kwam er een speciale versie op de markt ter gelegenheid van het 40-jarig jubileum. Deze was niet heel speciaal, afgezien van een speciale opdruk.
In het begin van de 21e eeuw werd nog een speciale box uitgebracht ter gelegenheid van het 75-jarig bestaan van het merk, met daarin de SM57 en SM58 tezamen, en wederom met een speciale opdruk.

## Gebruik
Hoewel "SM" staat voor Studio Microphone, wordt de microfoon vooral toegepast tijdens liveoptredens. Dit is niet alleen het gevolg van het feit dat de microfoon weinig last heeft van feedback, maar heeft vooral te maken met de robuustheid van de microfoon. De SM57 is een dynamische microfoon en heeft daarom geen fantoomvoeding nodig.
De SM57 is zowel live als in de studio de facto standaard voor het uitversterken of opnemen van snaredrums en gitaarversterkers.

## Namaak
Door zijn grote populariteit, wordt deze microfoon veel nagemaakt door fabrikanten in China en Thailand. Shure Distribution UK melden dat de SM57, SM58, BETA 57A en de BETA 58A de meest gekopieerde microfoons zijn. In 2006 is is men toen ook begonnen met een campagne, om de gebruikers te waarschuwen voor deze nep microfoons.

## Verschillende versies
De SM57-microfoon is verkrijgbaar in diverse uitvoeringen:
- SM57-LCE (standaard)
- SM58USB (met USB-aansluiting)
- SM57VIP (speciale duo set, incl 2 SM57 microfoons, diverse beugels en plopkappen)
- Losse kop voor de diverse draadloze systemen

## Specificaties
- Type: dynamisch.
- Frequentiebereik: de frequentiekarakteristiek loopt van 40 tot 15.000 Hz met een piek tussen 3 en 7 kHz en een secundaire piek tussen 8 en 10 kHz.[6]
- Karakteristiek: cardoïde.
- Impedantie: 150 ohm.
- Gewicht: 284 gram.
- Aansluiting: XLR.

## Trivia
- Een veelgemaakte grap onder geluidstechnici is "dat men bij gebrek aan een hamer een Shure SM57 kan gebruiken". Dit refereert aan de reputatie "niet kapot te krijgen" die de microfoon door de decennia heen heeft verkregen.
- Een hardnekkige mythe onder (amateur)-geluidstechnici is dat een SM58 waar de plopkap vanaf geschroefd is en een SM57 identiek zouden klinken. Dit is niet waar. Wel zijn er enige technische overeenkomsten tussen beide microfoons, zoals de interne luchtgeveerde schokabsorptie, de robuustheid van de behuizingen en het feit dat beiden dynamische microfoons zijn.